# Perruche de Newton
Psittacula exsul
Espèce
Statut de conservation UICN

 EX  : Éteint
La Perruche de Newton (Psittacula exsul) est une espèce d'oiseaux de la famille des Psittacidae, jadis endémique des forêts de l'île Rodrigues et aujourd'hui éteinte.

## Histoire
Elle a été observée pour la première fois par François Leguat, qui était à la tête d'un groupe de huit Huguenots qui ont colonisé l'île de 1691 à 1693. Selon ses descriptions, cet oiseau se trouvait alors en grand nombre. La mention suivante de cette espèce est le fait du mathématicien Alexandre Guy Pingré, qui a voyagé à Rodrigues en 1761 pour observer le transit de Vénus. Il note que l'oiseau est devenu rare.
Un spécimen a été envoyé par Sir Edward Newton (administrateur colonial de l'île Maurice) à son frère Alfred, qui a officiellement décrit l'oiseau en 1872, lui attribuant l'épithète latine exsul, en référence à son premier observateur, exilé sur l'île Rodrigues. Le dernier individu vivant a été observé en 1875.
Deux spécimens complets et des os fossilisés ont été conservés. L'extinction de l'espèce a probablement été causée par la conjugaison de la chasse et de la destruction de son habitat.

## Informations complémentaires
- Faune endémique de Rodrigues.
- Liste des espèces d'oiseaux disparues.